# تشاك نيلسون
تشاك نيلسون (بالإنجليزية: Chuck Nelson) هو لاعب كرة قدم أمريكية أمريكي، ولد في 23 فبراير 1960 في سياتل في الولايات المتحدة.

## وصلات خارجية
- تشاك نيلسون على موقع مرجع كرة القدم المحترفة.كوم (الإنجليزية)